# تعدد الألوان
تعدد الألوان (بالإنجليزية: Polychromia)‏ هو اضطراب جيني ينتُجُ عنهُ تلون غير مُنتظم أو مُفرط في الجلد.